# فریتس لاوس
فریتس امیل هنینگ پاول برنت لاوس (آلمانی: Fritz Laves؛ ۲۷ فوریهٔ ۱۹۰۶ – ۱۲ اوت ۱۹۷۸) یک شیمی‌دان و کانی‌شناس اهل آلمان بود.